# Aeroportul Internațional Saskatoon John G. Diefenbaker
Aeroportul Internațional Saskatoon John G. Diefenbaker (IATA: YXE, ICAO: CYXE) este un aeroport din Saskatchewan, Canada ce deservește zona Saskatoon. Aeroportul a fost tranzitat în 2023 de 1.277.863 de pasageri. A fost deschis în 1 iunie 1929 și numit după John Diefenbaker.
Situat la o altitudine de 504 m, aeroportul dispune de 2 piste. Este operat de Transport Canada⁠(d).

## Infrastructură

### Piste
Aeroportul dispune de 2 piste. Pista 09/27 are suprafața de asfalt și dimensiunile 2.530 m × 45 m. Pista 15/33 are suprafața de asfalt și dimensiunile 1.890 m × 45 m. 